# Halâskâr Zâbitân
Die Halâskâr Zâbitân (dt. Rettungsoffiziere oder Rettende Offiziere) oder kurz Halâskâran (dt. Retter) waren eine bewaffnete Vereinigung in der Spätzeit des Osmanischen Reiches ab Mai 1912. Die Organisation stand der Freiheits- und Einigkeitspartei nahe und unterstützte sie in ihrem politischen Kampfe gegen das jungtürkische Komitee für Einheit und Fortschritt (KEF).

## Vorgeschichte
Das Komitee für Einheit und Fortschritt gewann die auch als Prügelwahl bezeichnete Abgeordnetenhauswahl 1912, deren Ergebnisse von den Gegnern jedoch aufgrund vieler Unregelmäßigkeiten und ausgeübten Drucks auf Wähler nicht akzeptiert wurden. Innerhalb der osmanischen Armee bildete sich deshalb eine Gruppe, die die freiheitliche Opposition zum KEF, seinerseits recht beliebt unter Offizieren, unterstützen wollte.

## Einfluss
Die Rettungsoffiziere verfassten offene Briefe und Artikel in Zeitschriften, in denen sie die Politik der KEF-geführten Regierung kritisierten. Nach einem Memorandum an den Militärrat trat Großwesir Mehmed Said Pascha im Sommer 1912 zurück.